# Campoplex lugubrinus
Campoplex lugubrinus är en stekelart som först beskrevs av Holmgren 1860.  I den svenska databasen Dyntaxa används istället namnet Campoplex pusillus. Campoplex lugubrinus ingår i släktet Campoplex och familjen brokparasitsteklar. Arten är reproducerande i Sverige. Inga underarter finns listade.